# Claude Barsotti
Pour les articles homonymes, voir Barsotti.
Claude Barsotti est un écrivain et journaliste français né le 27 janvier 1934 à Marseille.

## Biographie
Il est membre de l'Association internationale d'études occitanes.

## Ouvrages
- A flour e mesuro : crounicos d'un journalisto (préf. Georges Reboul), chez l'auteur, 1963 (SUDOC 280688040).
- Antologia deis escrivans sociaus provençaus (1875-1914), Montpellier, Centre d'études occitanes, 1975 (BNF 34555363).
- La Terra deis autres, Valderiès, Vent terral, 1979 (BNF 34626411) (lire en ligne).
- Le Music-hall marseillais de 1815 à 1950, Arles, Mesclum, 1984 (BNF 34860182).
- Bestiari d'Occitània : lexic latin-occitan provençau-francés dei vertebrats d'Occitània, Toulouse, Institut d'études occitanes, 1992  (ISBN 9782859101169).
- Un papier sensa importància, IEO, 1994  (ISBN 2-85910-175-6) (lire en ligne).
- Le Bouil et le Tian : la cuisine du terroir provençal, Aix-en-Provence, Edisud, 1996  (ISBN 2-85744-886-4).
- L'Estraç, Puylaurens, IEO, 2002  (ISBN 2-85910-297-3).
- Testimòni d'un niston de la guèrra, IEO, 2002  (ISBN 2-85910-322-8).
- Trad. de Franck Prévost (d) (ill. Stéphane Girel), Nineta, Nîmes, Grandir, 2004  (ISBN 2-84166-247-0).
- Lo Comunard de la Mitidjà, IEO, 2006  (ISBN 2-85910-387-2).
- Tèxtes occitans de la comuna de Marselha, Marseille, Mesclum, 2017  (ISBN 978-2-918112-61-7).

## Prix
- Flor de prima 1992[2].
- Prix Joan-Bodon 1995[2].
- Prix Paul-Louis-Courier 2013[4].
- Grand prix littéraire de Provence 2014[4].